# Bonnie Tyler
Gaynor Hopkins, poznatija kao Bonnie Tyler (Skewen, 8. lipnja 1951.) britanska je pjevačica.
Njena najpoznatija i najuspješnija skladba je "Total Eclipse of the Heart" (1983.), a još su poznate i "Lost in France" (1976.), "It’s a Heartache" (1977.), "More Than a Lover" (1977.), "If I Sing You a Love Song" (1978.), "Holding Out for a Hero" (iz filma Footloose, 1984.), "Here She Comes" (iz suvremene rock partiture filma Metropolis Giorgia Morodera 1984.), "Bitterblue" (1991.) i druge. Neke su njene skladbe postale hitovi u prepjevima drugih izvođača: "The best" u izvođenju Tine Turner, te "Save Up All Your Tears" u izvođenjima Robin Beck i Cher. Karakterističnog je hrapavog glasa nastalog kao posljedica operacije glasnica.
Skladbom "Believe in Me" predstavljala je Ujedinjeno Kraljevstvo na natjecanju Pjesma Eurovizije 2013.

## Studijski albumi
- The World Starts Tonight (1977.)
- Natural Force (1978.)
- Diamond Cut (1979.)
- Goodbye to the Island (1981.)
- Faster Than the Speed of Night (1983.)
- Secret Dreams and Forbidden Fire (1986.)
- Hide Your Heart (1988.)
- Bitterblue (1991.)
- Angel Heart (1992.)
- Silhouette in Red (1993.)
- Free Spirit (1995.)
- All in One Voice (1998.)
- Heart Strings (2003.)
- Simply Believe (2004.)
- Wings (2005.)
- Rocks and Honey (2013.)
- Between the Earth and the Stars (2019.)
- The Best Is Yet to Come (2021.)

## Vanjske poveznice
- Službena stranica